# Idioma jerseyés
El jerseyés  (autoglotónimo: jèrriais) es una variante de idioma normando hablada en las Islas del Canal, especialmente la Isla de Jersey. Su declive comenzó durante el pasado siglo XX, al tiempo que el inglés se establecía como el idioma de instrucción, comercio y administración. Una lengua similar es el guerneseyés  (Dgèrnésiais), que se habla en la vecina isla de Guernesey. Estas dos lenguas son mutuamente inteligibles entre sí y, por su parte, mantienen una fuerte similitud con el dialecto galonormando que se habla en la región de Normandía ubicada en el noroeste de Francia frente a las Islas del Canal.
Tanto el jerseyés como el guerneseyés poseen, tal cual se ha indicado, una fuerte similitud con el actual normando normativo en tanto que derivan de la lengua de oíl. Sin embargo, resultan notorias las influencias célticas procedentes de los vecinos bretón y córnico, a las que posteriormente se sumaron las influencias de los idiomas escandinavos y del inglés.
- Datos: Q56430
- Multimedia: Jèrriais / Q56430